# Luis Doreste
Luis Doreste Blanco (Las Palmas de Gran Canaria, 7 maart 1961) is een Spaans zeiler.
Doreste werd samen met Roberto Molina tijdens de Olympische Zomerspelen 1984 kampioen in de 470. Tijdens de Olympische Zomerspelen 1992 in eigen land in Barcelona mocht Doreste de olympische eed uitspreken namens de atleten. Tijdens deze spelen won Doreste zijn tweede Olympische gouden medaille samen met Domingo Manrique in de Flying Dutchman-klasse.

## Resultaten

### Wereldkampioenschappen
| Jaar | Plaats   | Resultaten             |
| ---- | -------- | ---------------------- |
| 1991 | Tauranga | Flying Dutchman klasse |
| 1993 | Phalaron | Soling klasse          |
| 1995 | Kingston | Soling klasse          |

### Olympische Zomerspelen
| Jaar | Plaats      | Resultaten             |
| ---- | ----------- | ---------------------- |
| 1984 | Los Angeles | 470 klasse             |
| 1992 | Barcelona   | Flying Dutchman klasse |
| 1996 | Atlanta     | 8e Soling klasse       |

1976: Harro Bode / Frank Hübner ·
1980: Marcos Soares / Eduardo Penido ·
1984: Luis Doreste / Roberto Molina ·
1988: Thierry Peponnet / Luc Pillot ·
1992: Jordi Calafat / Kiko Sánchez ·
1996: Yevhen Braslavets / Ihor Matviyenko ·
2000: Tom King / Mark Turnbull ·
2004: Kevin Burnham / Paul Foerster ·
2008: Malcolm Page / Nathan Wilmot ·
2012: Mathew Belcher / Malcolm Page ·
2016: Šime Fantela / Igor Marenić ·
2020: Mathew Belcher / William Ryan
1960: Bjørn Bergvall / Peder Lunde ·
1964: Helmer Pedersen / Earle Wells ·
1968: Iain MacDonald-Smith / Rodney Pattisson ·
1972: Christopher Davies / Rodney Pattisson ·
1976: Eckart Diesch / Jörg Diesch ·
1980: Alejandro Abascal / Miguel Noguer ·
1984: William Carl Buchan / Jonathan McKee ·
1988: Christian Grønborg / Jørgen Bojsen-Møller ·
1992: Luis Doreste / Domingo Manrique